# Множина Нікодима
Множина Нікодима — приклад множини на площині, що здається  парадоксальним з точки зору  теорії міри. Цей приклад тісно пов'язаний з  множиною Безиковича.

## Опис
Множиною Нікодима є множина N в  одиничному квадраті S в  евклідовій площині Е 2 така, що
- Площа N дорівнює 1;
- Для кожної точки х з N існує  пряма лінія через х, яка перетинає N тільки в x.

## Історія
Існування такої множини було доведено в 1927 році польським математиком  Отто Нікодимом (Otto M. Nikodym).
Аналогічні множини існують і у вищих размірностях.
Вони були побудовані в 1986 році британським математиком Кеннетом Фелконером.